# Johan Peter Noack
Johan Peter Noack (* 14. Oktober 1943 in Aarhus; † 20. Dezember 2021) war ein dänischer Historiker und von 1992 bis 2009 leitender Archivar (rigsarkivar) des Rigsarkiv.
Sein Vater war der Theologe Bent Noack (1915–2004), seine Mutter Margrethe Hørlück (1914–1969).
Nach seinem Studium war Noack Dozent für die Geschichte Nord- und Südschleswigs sowie der Sowjetunion. Seine 1989 beendete Doktorarbeit Det danske mindretal i Sydslesvig 1920-45 beschäftigte sich mit der dänischsprechenden Minderheit in Südschleswig. Ab 1987 war er Leiter des Institut for Grænseregionsforskning (dt. Institut für Grenzregionsforschung) in Aabenraa. Fünf Jahre später wurde er rigsarkivar.